# تپه تنگ پیر چوپان
تپه تنگ پیر چوپان مربوط به دوره ساسانیان - سده‌های اولیه دوران‌های تاریخی پس از اسلام است و در شهرستان پاسارگاد، بخش مرکزی، دهستان کمین، روستای علی رسیده، تنگ پیر چوپان واقع شده و این اثر در تاریخ ۲۶ اسفند ۱۳۸۶ با شمارهٔ ثبت ۲۱۹۱۴ به‌عنوان یکی از آثار ملی ایران به ثبت رسیده است.